# فرونزه خاراتیان
فرونزه آرمناکی خاراتیان (ارمنی: Ֆրունզե Արմենակի Խառատյան؛ زادهٔ ۲۹ سپتامبر ۱۹۲۷) یک سیاستمدار اهل ارمنستان است که از تاریخ ۱۹۹۵ تا تاریخ ۲۰۰۳ سمت نمایندگی دوره‌های اول و دوم مجلس ملی جمهوری ارمنستان را برعهده داشت.

## زندگی‌نامه
در ۲۹ سپتامبر ۱۹۲۷ در ایروان به دنیا آمد و از دانشکده حقوق دانشگاه دولتی ایروان فارغ‌التحصیل شد. 